# Dorothy Parker
Dorothy Parker, nata Dorothy Rothschild (Long Branch, 22 agosto 1893 – New York, 7 giugno 1967), è stata una scrittrice, poetessa e giornalista statunitense, nota anche con i diminutivi di Dot o Dottie.
Fu tra le più argute e caustiche commentatrici dei fenomeni del costume americano dell'epoca, dotata di un occhio critico capace di descrivere o fustigare con cinismo le debolezze, le fisime, i vizi e le virtù della società del XX secolo.

## Biografia
Orfana di madre fin dalla primissima infanzia, Dot crebbe nell'Upper West Side di New York. A dispetto della sua origine ebraica da parte di padre, e dell'estrazione protestante della matrigna, fu mandata al collegio cattolico del Santissimo Sacramento. A nove anni perse la matrigna e nel 1912 anche suo zio, Martin Rothschild, morto nell'affondamento del Titanic. Perse infine anche il padre nel 1913. Nonostante il cognome, non v'era parentela alcuna con i famosi banchieri Rothschild e la stessa Dorothy ammise sempre di sentirsi a disagio nel portare un altisonante cognome ebraico in un periodo in cui persino l'America non era immune dall'antisemitismo. Talora, scherzando, sosteneva che il matrimonio le fosse servito unicamente per mantenere il cognome Parker anche dopo il divorzio e, ogni volta che le veniva chiesto se ci fosse un signor Parker, lei rispondeva: «Una volta c'era».
Fino a ventun anni, le principali entrate le vennero dal lavoro di pianista in una scuola di danza, finché, da poetessa autodidatta, si fece notare da Vanity Fair, periodico al quale vendette un suo componimento. Alla fine del 1914 fu assunta come assistente editoriale da Vogue, testata dello stesso gruppo di Vanity Fair. Nel 1917 conobbe e sposò Edwin Pond Parker II, un broker alla Borsa di New York, inviato subito dopo il matrimonio al fronte in Europa per la prima guerra mondiale.
Nel frattempo Dorothy si trasferì a Vanity Fair come critica teatrale, all'inizio come rimpiazzo di P. G. Wodehouse: fu questo l'inizio della sua carriera. Conobbe Robert Benchley, del quale divenne amica intima, e Robert E. Sherwood. La compagnia iniziò a pranzare all'Hotel Algonquin (un albergo sito in una traversa tra la Quinta e la Sesta Strada di Manhattan, famoso per essere il ritrovo di artisti vari, scrittori, intellettuali e giornalisti) insieme ad altri membri fondatori della cosiddetta Tavola rotonda dell'Algonquin.
Altri personaggi si aggiunsero nel tempo, come i giornalisti Franklin P. Adams, Alexander Woollcott (che ebbero una grossa parte nel far conoscere a un più vasto pubblico l'ironia di Dorothy), il compositore Deems Taylor (con cui la Parker ebbe anche una relazione) e Harold Ross.
Dot fu licenziata da Vanity Fair nel 1920 (evento a cui seguirono le dimissioni per solidarietà di Benchley e Sherwood), e iniziò a guadagnarsi da vivere come freelance; nel frattempo iniziò la separazione dal marito e intrecciò relazioni con il commediografo Charles MacArthur e il giornalista Seward Collins. Quando Harold Ross fondò il New Yorker nel 1925, Dot e Benchley furono considerati fin dall'inizio membri della redazione, anche se nei primi tempi il loro contributo fu minimo.
Da quel punto in poi Dot divenne famosa per i suoi poemetti di feroce umorismo; alcuni di essi erano spesso giocati sull'autoironia e sulla sistematica messa in ridicolo dei suoi spesso fallimentari affari di cuore, mentre altri sembravano fare l'elogio del suicidio (cosa che, peraltro, nel corso della vita tentò non meno di tre volte), quest'ultimo mai disgiunto da una buona dose di sarcasmo:
(Dorothy Parker, Résumé)
(questa frase viene recitata da Angelina Jolie nel film Ragazze interrotte, che contribuì a renderla famosa. Nel doppiaggio italiano della pellicola subisce lievi modifiche). 
Nonostante il successo, Dot non considerò mai quelle composizioni tra i suoi lavori più importanti. Nei successivi quindici anni uscirono sette volumetti di racconti e poesie, i primi sei raccolti in Collected Poetry (it.: Poesie Raccolte): Enough Rope, Sunset Gun, Death and Taxes, Laments for the Living, After Such Pleasures e Not So Deep as a Well; il settimo fu Here Lies (it.: Il mio mondo è qui).
Il suo racconto più famoso è, tuttavia, Big Blonde (1929), contenuto in After Such Pleasures, pervaso di umorismo agrodolce e acuto non disgiunto da una vena malinconica.
Nel 1934 Dot sposò Alan Campbell, un attore con ambizioni di sceneggiatore, supposto bisessuale grazie anche a voci alimentate da Dot stessa: la coppia si stabilì a Hollywood, dove guadagnava più di cinquemila dollari la settimana, una cifra considerevole dato il clima della Grande depressione. Insieme a Robert Carson la coppia si guadagnò una nomination al Premio Oscar per la sceneggiatura del film È nata una stella (1937) di William A. Wellman. Dot e Campbell ebbero una movimentata storia d'amore: divorziati nel 1947, si risposarono nel 1950 e, tra alti e bassi, rimasero insieme e non si lasciarono fino alla morte di lui nel 1963.
Impegnata politicamente, Dot non mancò mai di mostrare le sue simpatie di sinistra, tanto che appoggiò e patrocinò la nascita della Lega antinazista a Hollywood. Più tardi, nel 1950, in pieno maccartismo, queste attività le avrebbero valso l'etichetta di "comunista" e la messa sotto inchiesta da parte dell'FBI per sospetta attività antiamericana. Di conseguenza, finì sulla "lista nera di Hollywood".
Dal 1957 al 1962 Dot scrisse per Esquire recensioni librarie, sempre più irregolari e bizzarre per via del suo alcolismo. Un infarto cardiaco nel 1967 pose fine alla sua vita.
Nel suo testamento, Dorothy Parker lasciò le sue proprietà alla fondazione di Martin Luther King, del quale era simpatizzante. Alla morte di King, avvenuta nel 1968, tali proprietà andarono alla NAACP (National Association for the Advancement of Coloured People, Associazione Nazionale per la Promozione della Gente di Colore), a sua volta erede designata dallo stesso King.
Per ventun anni nessuno reclamò le ceneri di Dot, finché la NAACP costruì un apposito giardino nella sua sede di Baltimora allo scopo di custodirle. Il giardino reca una targa che recita:
Dorothy Parker ha esercitato una notevole influenza sulla cultura americana del suo tempo, con un'onda lunga che perdura ancora nel tempo. A titolo di esempio, il suo nome appare in una canzone di Prince (The Ballad of Dorothy Parker), mentre nel 1994 è uscito un film ispirato alla vita di lei e dei suoi amici dell'Algonquin, Mrs. Parker e il circolo vizioso (diretto da Alan Rudolph). Nel 2006, la commediografa romana Valeria Moretti e la regista francese Rachel Salik le hanno dedicato una commedia brillante intitolata "Hotel Dorothy Parker", andata in scena al Théâtre les Déchargeurs, che è rimasta in cartellone sei mesi, con protagoniste sei attrici: Geneviève Mnich, Susanne Schmidt, Sylvie Jobert Yvette Caldas, Betty Bussmann e Gonzague Phélip.

## Opere
- (EN)  The Collected Poetry, New York: The Modern Library, 1936
- Il mio mondo è qui: novelle, trad. Eugenio Montale, Milano: Bompiani, 1941; Garzanti, 1975; Bompiani 1993 (con prefazione di Fernanda Pivano)
- (EN)  The Collected Stories, New York: The Modern Library, 1942
- (EN)  The Best of Dorothy Parker, London: Methuen & Co., 1957
- Tanto vale vivere: racconti e poesie, trad. Marisa Ciaramella, Milano: La Tartaruga, 1983; n. ed. allargata, come Tanto vale vivere: racconti, poesie, prose, trad. Marisa Caramella, Chiara Libero e Silvio Raffo, ivi, 1993; 2002
- (EN)  The Collected Dorothy Parker, London: Penguin books, 1989
- Uomini che non ho sposato, a cura di Ileana Pittoni, Milano: La Tartaruga, 1995; 2006
- (EN)  Complete Stories, a cura di Colleen Breese, London: Penguin Books, 2003

## Filmografia

### Sceneggiatrice
- Remodeling Her Husband, regia di Lillian Gish, D.W. Griffith (1920)
- La granduchessa e il cameriere (Here Is My Heart), regia di Frank Tuttle (1934)
- I milioni della manicure (Hands Across the Table), regia di Mitchell Leisen (1935)
- Piccole volpi (The Little Foxes), regia di William Wyler - scene addizionali e dialoghi (1941)
- Il ventaglio (The Fan) - sceneggiatura (1949)